# Францішек Персовський
Францішек Персовський (пол. Franciszek Persowski; 23 серпня 1895, с. Великі Фільварки — 30 листопада 1980, Перемишль) — польський історик-медієвіст, краєзнавець, педагог.

## Біографія
Народився у с. Великі Фільварки біля Бродів (нині місцевість м. Броди). Брав участь у польсько-радянській війні 1920. У 1920—1925 роках навчався у Львівському університеті. 1925 у Львівському університеті під керівництвом професора Францішка Буяка захистив докторську дисертацію на тему: «Osady na prawie ruskim, polskim, niemieckim i wołoskim w ziemi lwowskiej» (опубл. 1926).
Працював у гімназіях Бучача та Ланьцута (Польща), від 1928 — Перемишля (Польща). Учасник вересневої кампанії 1939 року, до 1945 року — в'язень німецького табору для військовополонених. Від 1945 року працював у навчальних закладах Перемишля. Заснував та очолював Наукову станцію Польського історичного товариства в Перемишлі. 1963 року у Варшавському університеті здобув габілітацію на підставі захисту праці «Studia nad pograniczem polsko-ruskim w X—XI wieku» (опублікована 1962).
Досліджував історію та культуру Перемишльської землі («Uwagi o metodach i zakresie badań osadniczych» (1964), «Przemyśl w starożytności i średniowieczu» (1966; у співавторстві)). Упродовж 1957—1977 років очолював Товариство приятелів наук у Перемишлі. Організатор (1967) та перший ректор Вищої педагогічної школи у Ряшеві (Польща; нині Ряшівський університет). Почесний член Польського історичного товариства.
Помер у м. Перемишль.